# Cherosi
Con il termine cherosi si indica un aspetto esteriore della cute riscontrabile in determinate patologie della pelle, per esempio la dermatite seborroica: la cherosi si manifesta con sfumature di colore giallastro, progressive e irregolari; in tali aree i pori piliferi risultano particolarmente evidenti.